# Pływanie na Letnich Igrzyskach Olimpijskich 2016
Pływanie na Letnich Igrzyskach Olimpijskich 2016 w Rio de Janeiro rozgrywane były w Olympic Aquatics Stadium i w Fort Copacabana. Zawody w basenie odbywały się w dniach 6–13 sierpnia 2016, a na otwartym akwenie w dniach 15–16 sierpnia.

## Konkurencje
Rozgrywane były 32 konkurencje w pływaniu w basenie i 2 na otwartym akwenie.

### Basen
Kobiety
- styl dowolny: 50 m, 100 m, 200 m, 400 m, 800 m, 4 × 100 m, 4 × 200 m
- styl grzbietowy: 100 m, 200 m
- styl klasyczny: 100 m, 200 m
- styl motylkowy: 100 m, 200 m
- styl zmienny: 200 m, 400 m, 4 × 100 m

Mężczyźni
- styl dowolny: 50 m, 100 m, 200 m, 400 m, 1500 m, 4 × 100 m, 4 × 200 m
- styl grzbietowy: 100 m, 200 m
- styl klasyczny: 100 m, 200 m
- styl motylkowy: 100 m, 200 m
- styl zmienny: 200 m, 400 m, 4 × 100 m

### Otwartyakwen
Kobiety
- styl dowolny: 10 km

Mężczyźni
- styl dowolny: 10 km

## Kwalifikacje
Zasady kwalifikacji
Kwalifikację uzyskali zawodnicy, którzy osiągnęli minimum kwalifikacyjne (OQT). W każdej konkurencji jedno miejsce przyznane zostało również zawodnikowi, który uzyskał drugie minimum (OST).
| Mężczyźni                | Mężczyźni | Mężczyźni | Kobiety                  | Kobiety | Kobiety |
| Konkurencja              | OQT       | OST       | Konkurencja              | OQT     | OST     |
| ------------------------ | --------- | --------- | ------------------------ | ------- | ------- |
| 50 m stylem dowolnym     | 22,27     | 23,05     | 50 m stylem dowolnym     | 25,28   | 26,17   |
| 100 m stylem dowolnym    | 48,99     | 50,70     | 100 m stylem dowolnym    | 54,43   | 56,34   |
| 200 m stylem dowolnym    | 1:47,97   | 1:51,75   | 200 m stylem dowolnym    | 1:58,96 | 2:03,13 |
| 400 m stylem dowolnym    | 3:50,44   | 3:58,51   | 400 m stylem dowolnym    | 4:09,08 | 4:17,80 |
| −                        | −         | −         | 800 m stylem dowolnym    | 8:33,97 | 8:51,96 |
| 1500 m stylem dowolnym   | 15:14,77  | 15:46,79  | −                        | −       | −       |
| 100 m stylem grzbietowym | 54,36     | 56,26     | 100 m stylem grzbietowym | 1:00,25 | 1:02,36 |
| 200 m stylem grzbietowym | 1:58,22   | 2:02,36   | 200 m stylem grzbietowym | 2:10,60 | 2:15.17 |
| 100 m stylem klasycznym  | 1:00,57   | 1:02,69   | 100 m stylem klasycznym  | 1:07,85 | 1:10,22 |
| 200 m stylem klasycznym  | 2:11,66   | 2:16,27   | 200 m stylem klasycznym  | 2:26,94 | 2:32,08 |
| 100 m stylem motylkowym  | 52,36     | 54,19     | 100 m stylem motylkowym  | 58,74   | 1:00,80 |
| 200 m stylem motylkowym  | 1:56,97   | 2:01,06   | 200 m stylem motylkowym  | 2:09,33 | 2:13,86 |
| 200 m stylem zmiennym    | 2:00,28   | 2:04,39   | 200 m stylem zmiennym    | 2:14,26 | 2:18,96 |
| 400 m stylem zmiennym    | 4:16,71   | 4:25,69   | 400 m stylem zmiennym    | 4:43,46 | 4:53,38 |

Sztafety zostały zakwalifikowane na podstawie wyników z mistrzostw świata.
Zawodnicy rywalizujący na otwartym akwenie kwalifikację mogli uzyskać podczas mistrzostw świata, turnieju kwalifikacyjnego i zawodów kontynentalnych.

## Wyniki

### Basen

#### Mężczyźni
| Konkurencja:                   | Złoto: | Czas     | Srebro: | Czas     | Brąz: | Czas     |
| Styl dowolny                   | |          | |          | |          |
| 50 m (szczegóły)               | Anthony Ervin · Stany Zjednoczone | 21,40    | Florent Manaudou · Francja | 21,41    | Nathan Adrian · Stany Zjednoczone                                                                                            | 21,49    |
| 100 m (szczegóły)              | Kyle Chalmers · Australia | 47,58 WJ | Pieter Timmers · Belgia | 47,80    | Nathan Adrian · Stany Zjednoczone                                                                                            | 47,85    |
| 200 m (szczegóły)              | Sun Yang · Chiny | 1:44,65  | Chad le Clos · Południowa Afryka | 1:45,20  | Conor Dwyer · Stany Zjednoczone                                                                                              | 1:45,23  |
| 400 m (szczegóły)              | Mack Horton · Australia | 3:41,55  | Sun Yang · Chiny | 3:41,68  | Gabriele Detti · Włochy | 3:43,69  |
| 1500 m (szczegóły)             | Gregorio Paltrinieri · Włochy | 14:34,57 | Connor Jaeger · Stany Zjednoczone | 14:39,48 | Gabriele Detti · Włochy | 14:40,86 |
| Styl grzbietowy                | |          | |          | |          |
| 100 m (szczegóły)              | Ryan Murphy · Stany Zjednoczone | 51,97    | Xu Jiayu · Chiny | 52,31    | David Plummer · Stany Zjednoczone                                                                                            | 52,40    |
| 200 m (szczegóły)              | Ryan Murphy · Stany Zjednoczone | 1:53,62  | Mitch Larkin · Australia | 1:53,96  | Jewgienij Ryłow · Rosja | 1:53,97  |
| Styl klasyczny                 | |          | |          | |          |
| 100 m (szczegóły)              | Adam Peaty · Wielka Brytania | 57,13    | Cameron van der Burgh · Południowa Afryka | 58,69    | Cody Miller · Stany Zjednoczone                                                                                              | 58,87    |
| 200 m (szczegóły)              | Dmitrij Bałandin · Kazachstan | 2:07,46  | Josh Prenot · Stany Zjednoczone | 2:07,53  | Anton Czupkow · Rosja | 2:07,70  |
| Styl motylkowy                 | |          | |          | |          |
| 100 m (szczegóły)              | Joseph Schooling · Singapur | 50,39 ,  | Michael Phelps · Stany Zjednoczone · Chad le Clos · Południowa Afryka · László Cseh · Węgry                                                    | 51,14    | [ a ] | [ a ]    |
| 200 m (szczegóły)              | Michael Phelps · Stany Zjednoczone | 1:53,36  | Masato Sakai · Japonia | 1:53,40  | Tamás Kenderesi · Węgry | 1:53,62  |
| Styl zmienny                   | |          | |          | |          |
| 200 m (szczegóły)              | Michael Phelps · Stany Zjednoczone | 1:54,66  | Kōsuke Hagino · Japonia | 1:56,61  | Wang Shun · Chiny | 1:57,05  |
| 400 m (szczegóły)              | Kōsuke Hagino · Japonia | 4:06,05  | Chase Kalisz · Stany Zjednoczone | 4:06,75  | Daiya Seto · Japonia | 4:09,71  |
| Sztafety                       | |          | |          | |          |
| 4 × 100 m dowolnym (szczegóły) | Stany Zjednoczone · Caeleb Dressel (48,10) · Michael Phelps (47,12) · Ryan Held (47,43) · Nathan Adrian (46,97) · Jimmy Feigen · Blake Pieroni · Anthony Ervin               | 3:09,92  | Francja · Mehdy Metella (48,08) · Fabien Gilot (48,20) · Florent Manaudou (47,14) · Jérémy Stravius (47,11) · Clément Mignon · William Meynard | 3:10,53  | Australia · James Roberts (48,88) · Kyle Chalmers (47,38) · James Magnussen (48,11) · Cameron McEvoy (47,00) · Matthew Abood | 3:11,37  |
| 4 × 200 m dowolnym (szczegóły) | Stany Zjednoczone · Conor Dwyer (1:45,23) · Townley Haas (1:44,14) · Ryan Lochte (1:46,03) · Michael Phelps (1:45,26) · Clark Smith · Jack Conger · Gunnar Bentz             | 7:00,66  | Wielka Brytania · Stephen Milne (1:46,97) · Duncan Scott (1:45,05) · Daniel Wallace (1:46,26) · James Guy (1:44,85) · Robbie Renwick           | 7:03,13  | Japonia · Kōsuke Hagino (1:45,34) · Naito Ehara (1:46,11) · Yuki Kobori (1:45,71) · Takeshi Matsuda (1:46,34)                | 7:03,50  |
| 4 × 100 m zmiennym (szczegóły) | Stany Zjednoczone · Ryan Murphy (51,85) · Cody Miller (59,03) · Michael Phelps (50,33) · Nathan Adrian (46,74) · David Plummer · Kevin Cordes · Tom Shields · Caeleb Dressel | 3:27,95  | Wielka Brytania · Chris Walker-Hebborn (53,68) · Adam Peaty (56,59) · James Guy (51,35) · Duncan Scott (47,62)                                 | 3:29,24  | Australia · Mitch Larkin (53,19) · Jake Packard (58,84) · David Morgan (51,18) · Kyle Chalmers (46,72) · Cameron McEvoy      | 3:29,93  |

#### Kobiety
| Konkurencja:                   | Złoto: | Czas               | Srebro: | Czas      | Brąz: | Czas        |
| Styl dowolny                   | |                    | |           | |             |
| 50 m (szczegóły)               | Pernille Blume · Dania | 24,07              | Simone Manuel · Stany Zjednoczone | 24,09     | Alaksandra Hierasimienia · Białoruś | 24,11       |
| 100 m (szczegóły)              | Simone Manuel · Stany Zjednoczone · Penny Oleksiak · Kanada | 52,70 , 52,70 , WJ | [ a ] | [ a ]     | Sarah Sjöström · Szwecja | 52,99       |
| 200 m (szczegóły)              | Katie Ledecky · Stany Zjednoczone | 1:53,73            | Sarah Sjöström · Szwecja | 1:54,08   | Emma McKeon · Australia | 1:54,92     |
| 400 m (szczegóły)              | Katie Ledecky · Stany Zjednoczone | 3:56,46            | Jazmin Carlin · Wielka Brytania | 4:01,23   | Leah Smith · Stany Zjednoczone | 4:01,32     |
| 800 m (szczegóły)              | Katie Ledecky · Stany Zjednoczone | 8:04,79            | Jazmin Carlin · Wielka Brytania | 8:16,17   | Boglárka Kapás · Węgry | 8:16,37     |
| Styl grzbietowy                | |                    | |           | |             |
| 100 m (szczegóły)              | Katinka Hosszú · Węgry | 58,45              | Kathleen Baker · Stany Zjednoczone | 58,75     | Kylie Masse · Kanada · Fu Yuanhui · Chiny | 58,76 58,76 |
| 200 m (szczegóły)              | Madeline DiRado · Stany Zjednoczone | 2:05,99            | Katinka Hosszú · Węgry | 2:06,05   | Hilary Caldwell · Kanada | 2:07,54     |
| Styl klasyczny                 | |                    | |           | |             |
| 100 m (szczegóły)              | Lilly King · Stany Zjednoczone | 1:04,93            | Julija Jefimowa · Rosja | 1:05,50   | Katie Meili · Stany Zjednoczone | 1:05,69     |
| 200 m (szczegóły)              | Rie Kaneto · Japonia | 2:20,30            | Julija Jefimowa · Rosja | 2:21,97   | Shi Jinglin · Chiny | 2:22,28     |
| Styl motylkowy                 | |                    | |           | |             |
| 100 m (szczegóły)              | Sarah Sjöström · Szwecja | 55,48              | Penny Oleksiak · Kanada | 56,46 WJ, | Dana Vollmer · Stany Zjednoczone | 56,63       |
| 200 m (szczegóły)              | Mireia Belmonte Garcia · Hiszpania | 2:04,85            | Madeline Groves · Australia | 2:04,88   | Natsumi Hoshi · Japonia | 2:05,20     |
| Styl zmienny                   | |                    | |           | |             |
| 200 m (szczegóły)              | Katinka Hosszú · Węgry | 2:06,58            | Siobhan-Marie O’Connor · Wielka Brytania | 2:06,88   | Madeline DiRado · Stany Zjednoczone | 2:08,79     |
| 400 m (szczegóły)              | Katinka Hosszú · Węgry | 4:26,36            | Madeline DiRado · Stany Zjednoczone | 4:31,15   | Mireia Belmonte Garcia · Hiszpania | 4:32,39     |
| Sztafety                       | |                    | |           | |             |
| 4 × 100 m dowolnym (szczegóły) | Australia · Emma McKeon (53,41) · Brittany Elmslie (53,12) · Bronte Campbell (52,12) · Cate Campbell (51,97) · Madison Wilson                                                    | 3:30,65            | Stany Zjednoczone · Simone Manuel (53,36) · Abbey Weitzeil (52,56) · Dana Vollmer (53,18) · Katie Ledecky (52,79) · Amanda Weir · Lia Neal · Allison Schmitt     | 3:31,89   | Kanada · Sandrine Mainville (53,86) · Chantal van Landeghem (53,12) · Taylor Ruck (53,19) · Penny Oleksiak (52,72) · Michelle Williams             | 3:32,89     |
| 4 × 200 m dowolnym (szczegóły) | Stany Zjednoczone · Allison Schmitt (1:56,21) · Leah Smith (1:56,69) · Madeline DiRado (1:56,39) · Katie Ledecky (1:53,74) · Missy Franklin · Melanie Margalis · Cierra Runge    | 7:43,03            | Australia · Leah Neale (1:57,95) · Emma McKeon (1:54,64) · Bronte Barratt (1:55,81) · Tamsin Cook (1:56,47) · Jessica Ashwood                                    | 7:44,87   | Kanada · Katerine Savard (1:57,91) · Taylor Ruck (1:56,18) · Brittany MacLean (1:56,36) · Penny Oleksiak (1:54,94) · Emily Overholt · Kennedy Goss | 7:45,39     |
| 4 × 100 m zmiennym (szczegóły) | Stany Zjednoczone · Kathleen Baker (59,00) · Lilly King (1:05,70) · Dana Vollmer (56,00) · Simone Manuel (52,43) · Olivia Smoliga · Katie Meili · Kelsi Worrell · Abbey Weitzeil | 3:53,13            | Australia · Emily Seebohm (58,83) · Taylor McKeown (1:07,05) · Emma McKeon (56,95) · Cate Campbell (52,17) · Madison Wilson · Madeline Groves · Brittany Elmslie | 3:55,00   | Dania · Mie Nielsen (58,75) · Rikke Møller Pedersen (1:06,62) · Jeanette Ottesen (56,43) · Pernille Blume (53,21)                                  | 3:55,01     |

### Otwarty akwen

#### Mężczyźni
| Konkurencja:      | Złoto:                    | Czas      | Srebro:                    | Czas      | Brąz:                          | Czas      |
| 10 km (szczegóły) | Ferry Weertman · Holandia | 1:52:59,8 | Spiridon Janiotis · Grecja | 1:52:59,8 | Marc-Antoine Olivier · Francja | 1:53:02,0 |

#### Kobiety
| Konkurencja:      | Złoto:                           | Czas      | Srebro:                | Czas      | Brąz:                      | Czas      |
| 10 km (szczegóły) | Sharon van Rouwendaal · Holandia | 1:56:32,1 | Rachele Bruni · Włochy | 1:56:49,5 | Poliana Okimoto · Brazylia | 1:56:51,4 |

Legenda: WJ – rekord świata juniorów/juniorek

## Tabela medalowa
| Miejsce | Państwo           | Złoto | Srebro | Brąz | Razem |
| ------- | ----------------- | ----- | ------ | ---- | ----- |
| 1.      | Stany Zjednoczone | 16    | 8      | 9    | 33    |
| 2.      | Australia         | 3     | 4      | 3    | 10    |
| 3.      | Węgry             | 3     | 2      | 2    | 7     |
| 4.      | Japonia           | 2     | 2      | 3    | 7     |
| 5.      | Holandia          | 2     | 0      | 0    | 2     |
| 6.      | Wielka Brytania   | 1     | 5      | 0    | 6     |
| 7.      | Chiny             | 1     | 2      | 3    | 6     |
| 8.      | Kanada            | 1     | 1      | 4    | 6     |
| 9.      | Włochy            | 1     | 1      | 2    | 4     |
| 10.     | Szwecja           | 1     | 1      | 1    | 3     |
| 11.     | Dania             | 1     | 0      | 1    | 2     |
| 11.     | Hiszpania         | 1     | 0      | 1    | 2     |
| 13.     | Kazachstan        | 1     | 0      | 0    | 1     |
| 13.     | Singapur          | 1     | 0      | 0    | 1     |
| 15.     | Południowa Afryka | 0     | 3      | 0    | 3     |
| 16.     | Rosja             | 0     | 2      | 2    | 4     |
| 17.     | Francja           | 0     | 2      | 1    | 3     |
| 18.     | Belgia            | 0     | 1      | 0    | 1     |
| 18.     | Grecja            | 0     | 1      | 0    | 1     |
| 20.     | Białoruś          | 0     | 0      | 1    | 1     |
| 20.     | Brazylia          | 0     | 0      | 1    | 1     |
| Razem   | Razem             | 35    | 35     | 34   | 104   |

## Rekordy
Podczas zawodów ustanowiono następujące rekordy świata i rekordy olimpijskie.

### Rekordy świata
| Data        | Konkurencja                                   | Ustanowiony dla          | Czas       | Zawodnik / Zawodniczka                                                                     | Reprezentacja     |
| ----------- | --------------------------------------------- | ------------------------ | ---------- | ------------------------------------------------------------------------------------------ | ----------------- |
| 6 sierpnia  | 100 m stylem klasycznym mężczyzn – eliminacje | (tej samej konkurencji)  | 57,55      | Adam Peaty                                                                                 | Wielka Brytania   |
| 6 sierpnia  | 400 m stylem zmiennym kobiet – finał          | (tej samej konkurencji)  | 4:26,36    | Katinka Hosszú                                                                             | Węgry             |
| 6 sierpnia  | 4 × 100 m stylem dowolnym kobiet – finał      | (tej samej konkurencji)  | 3:30,65    | Emma McKeon (53,41) Brittany Elmslie (53,12) Bronte Campbell (52,15) Cate Campbell (51,97) | Australia         |
| 7 sierpnia  | 100 m stylem motylkowym kobiet – finał        | (tej samej konkurencji)  | 55,48      | Sarah Sjöström                                                                             | Szwecja           |
| 7 sierpnia  | 100 m stylem klasycznym mężczyzn – finał      | (tej samej konkurencji)  | 57,13      | Adam Peaty                                                                                 | Wielka Brytania   |
| 7 sierpnia  | 400 m stylem dowolnym kobiet – finał          | (tej samej konkurencji)  | 3:56,46    | Katie Ledecky                                                                              | Stany Zjednoczone |
| 12 sierpnia | 800 m stylem dowolnym kobiet – finał          | (tej samej konkurencji)  | 8:04,79    | Katie Ledecky                                                                              | Stany Zjednoczone |
| 13 sierpnia | 4 × 100 m stylem zmiennym mężczyzn – finał    | 100 m stylem grzbietowym | 51,85 (sz) | Ryan Murphy                                                                                | Stany Zjednoczone |

### Rekordy olimpijskie
| Data        | Konkurencja                                   | Czas    | Zawodnik / Zawodniczka                                                                        | Reprezentacja              |
| ----------- | --------------------------------------------- | ------- | --------------------------------------------------------------------------------------------- | -------------------------- |
| 6 sierpnia  | 4 × 100 m stylem dowolnym kobiet – eliminacje | 3:32,39 | Madison Wilson (54,11) Brittany Elmslie (53,22) Bronte Campbell (53,26) Cate Campbell (51,80) | Australia                  |
| 6 sierpnia  | 100 m stylem motylkowym kobiet – półfinał     | 55,84   | Sarah Sjöström                                                                                | Szwecja                    |
| 7 sierpnia  | 400 m stylem dowolnym kobiet – eliminacje     | 3:58,71 | Katie Ledecky                                                                                 | Stany Zjednoczone          |
| 8 sierpnia  | 200 m stylem zmiennym kobiet – eliminacje     | 2:07,45 | Katinka Hosszú                                                                                | Węgry                      |
| 8 sierpnia  | 100 m stylem grzbietowym mężczyzn – finał     | 51,97   | Ryan Murphy                                                                                   | Stany Zjednoczone          |
| 8 sierpnia  | 100 m stylem klasycznym kobiet – finał        | 1:04,93 | Lilly King                                                                                    | Stany Zjednoczone          |
| 9 sierpnia  | 200 m stylem klasycznym mężczyzn – półfinał   | 2:07,22 | Ippei Watanabe                                                                                | Japonia                    |
| 9 sierpnia  | 200 m stylem zmiennym kobiet – finał          | 2:06,58 | Katinka Hosszú                                                                                | Węgry                      |
| 10 sierpnia | 100 m stylem dowolnym kobiet – eliminacje     | 52,78   | Cate Campbell                                                                                 | Australia                  |
| 10 sierpnia | 100 m stylem dowolnym kobiet – półfinał       | 52,71   | Cate Campbell                                                                                 | Australia                  |
| 11 sierpnia | 800 m stylem dowolnym kobiet – eliminacje     | 8:12,86 | Katie Ledecky                                                                                 | Stany Zjednoczone          |
| 11 sierpnia | 100 m stylem dowolnym kobiet – finał          | 52,70   | Simone Manuel Penny Oleksiak                                                                  | Stany Zjednoczone · Kanada |
| 12 sierpnia | 100 m stylem motylkowym mężczyzn – finał      | 50,39   | Joseph Schooling                                                                              | Singapur                   |
| 13 sierpnia | 4 × 100 m stylem zmiennym mężczyzn – finał    | 3:27,95 | Ryan Murphy (51,85) Cody Miller (59,03) Michael Phelps (50,33) Nathan Adrian (46,74)          | Stany Zjednoczone          |